# Dicionário de Termos e Expressões Populares
O Dicionário de Termos e Expressões Populares é um dicionário brasileiro de autoria de  Tomé Cabral,  editado  pela Universidade Federal do Ceará em 1973, com prefácio do linguista e gramático brasileiro Evanildo Bechara.
Obra referenciada na linguagem nordestina focando o Dialeto cearense e escrita com base na literatura do romanceiro nordestino, a literatura de cordel.
Construído sob o gênero dialectológico,  área da sociolinguística que tem Amadeu Amaral como iniciador brasileiro com o Dialeto Caipira (livro) publicado em 1920.

## Comentário da crítica

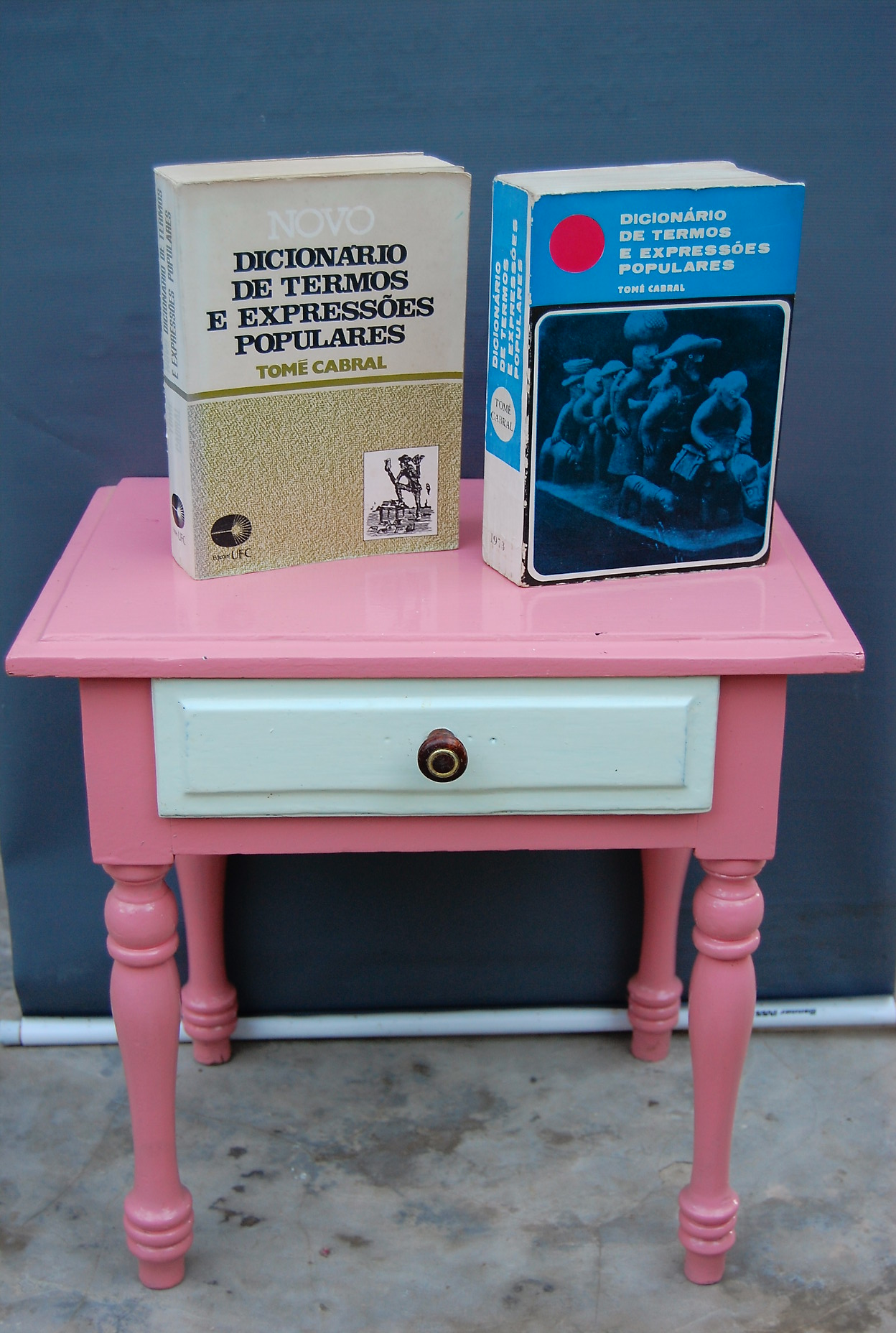
Dicionário de Termos e Expressões Populares 1 e o 2

### Rachel de Queiróz
| “ | Está ali, registrado, impresso em quinze mil verbetes colhidos na boca do povo e autenticados por citações de escritores que já haviam recolhido em suas obras amostras da fala regional e, afora todas essas considerações de defesa da memória linguística; afora a inegável ajuda que o glossário gigante de Tomé Cabral dará aos estudiosos do idioma. | ” |

### Paulo Aragão
| “ | Coube a um escritor nordestino, Tomé Cabral Santos, nascido no Ceará, e residente em Campinas, S. Paulo, a gloriosa tarefa de publicar um “Dicionário de Termos e Expressões Populares”, a obra notável, de indiscutível aproveitamento linguístico, isso depois de nada menos de 51 anos de pesquisa honesta e perseverante, reunindo as “gírias” faladas nas diferentes regiões brasileiras, num patriótico esforço de integração e unificação e disciplina idiomática. E como nos últimos anos, vêm surgindo insidiosamente na literatura, uma quantidade incontável de palavras exóticas, inventadas e utilizadas por escritores e noticiaristas “cafonas”, à revelia popular, o livro de Tomé Cabral prestará relevante trabalho orientador. Para ter-se uma ideia da profundidade e categoria dessa brilhante iniciativa do eminente pesquisador patrício [cabra macho do Ceará], bastará afirmar-se que o volume compõe-se de 800 páginas, contendo cerca de 16.000 palavras, locuções, frases e verbos. | ” |